# Pachyphytum
Pachyphytum (Link, Klotzsch & Otto, 1841) è un genere di piante succulente appartenente alla famiglia delle Crassulacee, endemico del Messico.
Il suo nome deriva dal greco "pachys" (grosso) e da "phytòs" (pianta).

## Descrizione
La struttura di queste piante si presenta con fusto e foglie grossi e carnosi. Le loro foglie sono talmente carnose da assumere a volte una forma arrotondata e sono attaccate direttamente al tronco. I fiori riuniti a grappolo hanno le tonalità del rosso.

## Tassonomia
Il genere Pachyphytum è composto dalle seguenti 21 specie:
- Pachyphytum brachetii J.Reyes, O.González & A.Gut.
- Pachyphytum bracteosum Klotzsch
- Pachyphytum brevifolium Rose
- Pachyphytum caesium Kimnach & Moran
- Pachyphytum coeruleum J. Meyrán
- Pachyphytum compactum Rose
- Pachyphytum contrerasii Pérez-Calix, I.García & Cházaro
- Pachyphytum cuicatecanum (J.Reyes, Joel Pérez & Brachet) Kimnach
- Pachyphytum fittkaui Moran
- Pachyphytum garciae Pérez-Calix & Glass
- Pachyphytum glutinicaule Moran
- Pachyphytum hookeri (Salm-Dyck) A. Berger
- Pachyphytum kimnachii Moran
- Pachyphytum longifolium Rose
- Pachyphytum machucae I. García, Glass & see Cházaro Basáñoez, Miguel de Jesús
- Pachyphytum oviferum Purpus
- Pachyphytum rogeliocardenasii Pérez-Calix & R.Torres
- Pachyphytum rzedowskii I.García, Pérez-Calix & J.Meyrán
- Pachyphytum saltensis Brachet, J.Reyes & R.Mondragón
- Pachyphytum viride E. Walther
- Pachyphytum werdermannii Poelln.

## Coltivazione
La coltivazione di Pachyphytum richiede un terriccio drenante e molto sabbioso, e al contempo anche molto leggero. La loro posizione richiede molta luce ma un'esposizione non diretta al sole in modo da evitare che le foglie cadano e la pianta perda in bellezza.
Le innaffiature si faranno quando la terra apparirà asciutta, mentre in inverno andranno sospese del tutto, inoltre in inverno andranno tenute ad una temperatura che non superi i 7 °C; diversamente si dovrà procedere ad innaffiarle almeno una volta al mese.
La moltiplicazione avviene (oltre che per seme) per talea, staccando semplicemente una foglia dal tronco; dopo averla fatta asciugare bene, va appoggiata su un letto di sabbia per farla radicare; dopo di che si procede all'invasamento.